# Jevišovice-Kultur
Bei der Jevišovice-Kultur handelt es sich um eine kupferzeitliche Bevölkerungsgruppe, die sich aufgrund von gleichen Gefäßformen, Werkzeugen, Gerätschaften, Technologien, Siedlungs- und Bestattungsgewohnheiten als eine geschlossene Gemeinschaft präsentiert. Sie wurde mit der niederösterreichischen Mödling-Zöbing-Gruppe zur Mödling-Zöbing/Jevišovice-Kultur zusammengefasst. Hermann Maurer stellte in mehreren Veröffentlichungen die Mödling-Zöbing-Jevišovice-Formung (Typus, Kultur) zur Diskussion.
Ihr Siedlungsgebiet umfasste das Gebiet um Melk, die Wachau, den Dunkelsteinerwald, den Wienerwald sowie den südmährischen und Teile des westslowakischen Raums, wo auch die namensgebende Stadt Jevišovice liegt. Erstmals wurden dort 1914 von Jaroslav Palliardi für diese Kultur charakteristische Fundstücke ausgegraben.
Das Heimatmuseum Melk grub Ende der 1980er Jahre auf dem Wachberg von Melk den Teil eines Hofes mit Kuppelöfen und Webstuhlgewichten aus. Der Wachberg gilt jetzt mit etwa 40 vollständigen Tongefäßen und ebenso vielen Webgewichten als die bedeutendste Fundstelle Österreichs in der fundarmen Mödling-Zöbing/Jevišovice-Gruppe. 